# Сонгаї
Сонга́ї (сонгой, сонгай; щодо окремих груп також короборо, гомборе, дженне) — група народів у Західному Судані, переважно в Малі (Західна Африка).

## Територія проживання і чисельність
Народи сонгаї населяють басейн річки Нігер в її середній течії — територія приблизно від міста Дженна до впадіння річки Кеббі в Нігер, а також прилеглі місцини (адміністративно це значна частина Малі — центр і південний схід, північ Буркіна-Фасо, частково захід Нігеру).
Чисельність людей сонгаї є дискутивним питанням, адже нерідко до сонгаї зараховують представників сусідніх народностей. Оціночно можна стверджувати, що близько половини представників народів сонгаї (тобто са́ме сонгаї і дуже близьких зарма), а це понад 600 тис. осіб проживають у Малі, до півмільйона осіб народів сонгаї живуть у Нігері, 122,7 тис. чоловік сонгаї-хумбурі сенні населяють захід Буркіна-Фасо, також невеликі групи в Нігерії, Беніні, Гані тощо.       

## Мови, субетноси і релігія
Вчені схильні вважати, що сонгаї розмовляють сонгайськими мовами, а не діалектами однієї мови, і вже в межах цих мов зберігється поділ на діалекти й говірки, який в цілому визначає субетнічне членування сонгаїв. До сонгайських мов, що мають літнорму, і відповідно міжнародне кодування, належать:
- сонгаї хумбурі сенні Humburi Senni (носії живуть в Буркіна-Фасо, діалекти — короборе́ та марансе́) —  ISO 639-2/ISO 639-3: son/hmb[2].
- сонгаї койра-чііні Koyra Chiini (у Малі в районі від Дженне до Тімбукту; 0,2 млн чол.; Новий Заповіт перекладено в 1936 році; діалекти — койра чііні, дженне чііні) — ISO 639-2/ISO 639-3: son/khq[3].
- сонгаї койраборо сенні Koyraboro Senni (Малі, Нігер; найчисельніша кількість носіїв — понад 0,4 млн чоловік; діалекти унормовуються малійською владою для вироблення єдиного зразка з метою викладання в початковій школі; вплив бамбара і французької; традиційно мова міжетнічного спілкування в районі Гао) — ISO 639-2/ISO 639-3: son/ses[4].

Сонгаї — традиційно монолінгви, деякі з сонгаїв койраборо сенні володіють французькою, бамбара або берберськими мовами.  
За віросповіданням сонгаї майже цілком мусульмани-сунніти.  

## Виноски
1. ↑  Християнський етнолоґічний сайт з розподіленням етносів по країнах - народи Буркіна-Фасо. Архів оригіналу за 2 вересня 2007. Процитовано 9 травня 2008. [Архівовано 2007-09-02 у Wayback Machine.]
2. ↑  Simons, Gary F. and Charles D. Fennig (eds.). 2018. Ethnologue: Languages of the World, Twenty-first edition. Dallas, Texas: SIL International. Online version: Songhay, Humburi Senni. A language of Mali (англ.)
3. ↑  Simons, Gary F. and Charles D. Fennig (eds.). 2018. Ethnologue: Languages of the World, Twenty-first edition. Dallas, Texas: SIL International. Online version: Songhay, Koyra Chiini. A language of Mali (англ.)
4. ↑  Simons, Gary F. and Charles D. Fennig (eds.). 2018. Ethnologue: Languages of the World, Twenty-first edition. Dallas, Texas: SIL International. Online version: Songhay, Koyraboro Senni. A language of Mali (англ.)